# Eye of the Beholder II: The Legend of Darkmoon
Eye of the Beholder II: The Legend of Darkmoon é um jogo eletrônico de estilo RPG lançado em 1991 e é a sequência do primeiro jogo Eye of the Beholder. A sequência utiliza uma versão modificada do motor do primeiro jogo, adicionando áreas externas e aumentando a quantidade de interações que o jogador pode realizar com o ambiente. Um terceiro jogo, intitulado Eye of the Beholder III: Assault on Myth Drannor, foi lançado em 1993.

## Enredo
Após os eventos do primeiro jogo, os heróis passam por uma pousada para descansarem e desfrutarem de sua nova fama. Porém, uma carta é entregue a eles por Khelben "Blackstaff" Arunsun, um arquimago de Waterdeep, que diz ter enviado uma exploradora para investigar relatos sobre um mal aparecendo em um templo conhecido como Darkmoon, mas ela acabou não retornando mais. Khelben, então, transporta os heróis para o templo para encontrar Amber e para dar continuidade à investigação. Enquanto lutam contra os clérigos e habitantes do templo, os hérois descobrem que o sacerdote, Dran Draggore, está reunindo legiões de guerreiros esqueletos para atacar Waterdeep. Durante o confronto final, descobre-se que Draggore é um dragão vermelho.

## Jogabilidade
Grande parte do jogo ocorre dentro dos limites do templo, onde o jogador pode andar livremente pelos locais, uma vez lá dentro. O jogo em si apresenta as catacumbas abaixo do templo, bem como os andares superiores e as três torres do templo. Assim como o primeiro jogo da série, Eye of the Beholder II também foi lançado para os computadors Amiga.

## Recepção
A publicadora SSI vendeu 73.109 cópias de Eye of the Beholder II.  A série Eye of the Beholder em geral, incluindo Eye of the Beholder II, conseguiu alcançar vendas globais acima das 350.000 unidades em 1996. O jogo foi analisado em 1992 na Dragon #179, recebendo 5 das 5 estrelas possíveis.  Scorpia, da revista Computer Gaming World, criticou novamente a interface de usuário da sequência, observando que os monstros atacavam em tempo real enquanto o jogador vasculhava os livros de feitiços, mas notando também que o jogo tem um "final elegante". Ela concluiu que era "um jogo mais substancial" do que o seu antecessor, com "mais coisas para fazer, uma maior variedade de criaturas para lutar e uma área maior para explorar". Naquele mesmo ano, a revista nomeou-o como um dos melhores jogos de RPG de 1992, afirmando que atingia "um equilíbrio entre bons gráficos e a sólida jogabilidade do jogo original". Em 1993, Scorpia reiterou as suas críticas, mas afirmou que o jogo era "definitivamente mais que obrigatório para todos os fãs da série EOB". GameSpy escreveu que Eye of the Beholder II "ostentava de um final completamente original, algo que era extremamente necessário, considerando a maior falha do jogo - o nível quase insano da dificuldade".
A revista The One deu à versão Amiga de Eye of the Beholder II uma pontuação geral de 87%, descrevendo os gráficos como "lindamente desenhados" e a animação, como "excelente". The One elogiou a música e os efeitos sonoros do jogo, notando que "os efeitos sonoros são apropriadamente assustadores e que a música é apropriadamente atmosférica", e descreveu a interface do usuário como uma "verdadeira interface, fácil de entender". The One, porém, também notou que Eye of the Beholder II é "pouco original", comparando-o com RPGs semelhantes, como Dungeon Master, e expressando um desejo por mais inovação.